# 파리의 지붕 밑
《파리의 지붕 밑》(Sous Les Toits De Paris, Under The Roofs Of Paris)은 프랑스에서 제작된 르네 클레르 감독의 1930년  영화이다. 앨버트 프레진 등이 주연으로 출연하였다.

## 출연

### 주연
- 앨버트 프레진
- 가스통 모돗

### 조연
- 레이몬드 에이모스
- 제인 피어슨

## 기타
- 미술: 라자르 미어슨
- 의상: 린 허버트